# Léon Meiss
Pour les articles homonymes, voir Meiss.
Léon Meiss est un magistrat français, né le 17 mars 1896 à Sarrebourg et mort le 27 juin 1966 à Courbevoie. Il est président de la 11e chambre de la Cour d'appel de Paris et conseiller à la Cour de Cassation.
Dirigeant notoire de la communauté juive de France, pendant et après la guerre, il est président du Consistoire central israélite de France de 1944 à 1949, succédant à Jacques Helbronner. Il est le fondateur en 1944 et premier président du CRIF jusqu'en 1950 et, succédant à Edmond Fleg, président des EIF (Éclaireurs Israélites de France) de 1949 à 1955. Il fait partie du comité central de l'Alliance. Léon Meiss est, en février 1950, à l’origine de la création du FSJU (Fonds social juif unifié) et en préside la conférence constitutive. Il préside également l'ORT France, l'Union-ORT et l'OSE France.

## Biographie

### Avant la Première Guerre mondiale
Léon Frédéric Meiss est né à Sarrebourg, (en Lorraine annexée à l'Empire allemand depuis 1871), le 17 mars 1896, dans une famille juive traditionaliste. Il est le fils d'Israel (Isidore) Meiss (15 décembre 1859 Ingwiller - 11 novembre 1913 Sarrebourg) et Eve (Ida) Neumann (2 aout 1864 Fegersheim - 17 aout 1939 Sarrebourg), mariés à Sarrebourg le 8 juin 1892. Il a une sœur ainée, Jeanne, née le 5 mars 1893 à Sarrebourg.

### Après la Première Guerre mondiale
Après la guerre, il étudie le droit à Strasbourg et reçoit une licence en droit et un diplôme d'études supérieures de droit. Le 4 mars 1932, il épouse Georgette Kahn, de Maizières-lès-Metz, elle-même licenciée en droit. Ils ont deux filles, Françoise Perez-Meiss née en 1933 et Marianne Ullmann née en 1937.
Il entre dans la magistrature et est nommé, en 1920, procureur cantonal à Brumath et, en juin 1921, juge suppléant à Strasbourg.
Léon Meiss est successivement nommé dans diverses villes de l’est de la France : juge en octobre 1924 et substitut en janvier 1925, à Briey; substitut à Saint-Dié (aout 1926), Charleville (septembre 1926) et Épinal (février 1930); procureur à Briey (octobre 1933) et enfin Nancy où, après avoir été, à partir d'octobre 1936, vice-président du Tribunal de première instance, il devient, en octobre 1937, conseiller à la Cour d’appel.

### Seconde Guerre mondiale
Léon Meiss est mobilisé (de septembre 1939 à août 1940) et sert comme capitaine dans la justice militaire. Il est président de Tribunal militaire. 
Il est relevé de ses fonctions « pour appartenance à la race juive », le 17 décembre 1940. Pendant l'occupation, il se replie avec sa famille, à Villeurbanne. Sans emploi, il s'investit dans le travail manuel et devient apprenti tourneur sur métaux à l'école professionnelle de la Martinière, à Lyon. Coopté comme membre du Consistoire central en tant que délégué du Consistoire de Lyon, puis nommé directeur du Consistoire central, il se rend régulièrement après le service religieux à la synagogue du quai Tilsitt, au siège du Consistoire central, rue Boissac. Il contribue à la fondation de fermes agricoles qui servent à cacher des jeunes juifs pendant l'occupation, en particulier la ferme à Saint-Germain-de-Joux dans l'Ain. Il établit une liaison permanente avec les différents centres de résistance à Toulouse, Grenoble, Marseille, etc. Il travaille de concert avec l'UJRE (Union des juifs pour la résistance et l'entraide) et est mobilisé dans les FFI. À Lyon, il est, à partir de juin 1943, vice-président et chargé des œuvres sociales du Consistoire israélite. Il met à l’abri des milliers de personnes qui avaient fui l’oppression nazie, escorte ou place leurs enfants en Suisse, en fait passer d’autres en Espagne.
À l'arrestation de Jacques Helbronner, le président du Consistoire central israélite de France, en octobre 1943, il accepte de le remplacer, bien que sachant le danger de cette position. Léon Meiss quitte Villeurbanne pour éviter d'être pris par la Gestapo, pour Vaulx-en-Velin, avant de se réfugier en Savoie. Sa sœur Jeanne Lévy-Meiss, son beau-frère Sylvain Lévy-Meiss (né le 23 novembre 1893 à Ennery (Moselle). et leurs enfants Madeleine Lévy-Meiss (née le 15 décembre 1920 à Sarrebourg) (Moselle), Jacqueline Lévy-Meiss (née le 13 décembre 1926 à Sarrebourg) (Moselle) et Simone Lévy-Meiss (née  le 5 mars 1930 à Sarrebourg) (Moselle), sont arrêtés le 15 décembre 1943 à Clermont-Ferrand, où leur dernière adresse est au 39 rue Blatin. Ils sont internés à Vichy et arrivent à Drancy le 24 décembre 1943. Ils seront déportés sans retour le 20 janvier 1944 vers Auschwitz par le convoi 66 et le fils, Paul Meiss, né le 2 juin 1925 à Sarrebourg) (Moselle),  avait été arrêté un mois avant à Villeurbanne et déporté sans retour le 17 décembre 1943 vers Auschwitz par le convoi 63. De la famille de sa sœur, ne survit que la nièce Georgette.
Il est l'initiateur et le fondateur, en 1944, du CRIF qui réunit tous les organismes juifs de France. Il en est également le premier président.

### Après la Seconde Guerre mondiale

#### Retour à la magistrature
À la Libération, Léon Meiss est réintégré dans ses fonctions de magistrat et nommé, en novembre 1944 vice-président au Tribunal de la Seine, puis en mai 1945 Conseiller à la Cour d'appel de Paris. Il participe, fin 1945, au procès de Nuremberg, où sont jugés les principaux dirigeants nazis, en tant que membre de la délégation française. 
Il devient, en mars 1952, président de Chambre à la Cour de Paris, ainsi qu'au tribunal militaire et aux Assises de Versailles.
Il préside, entre autres, le (second) procès, en 1950, devant le Tribunal militaire, du futur écrivain René Hardy; ainsi que celui du député gaulliste du Pas-de-Calais, Antoine de Récy, devant la Cour d'assises de Versailles, en 1952.
Il est nommé, en novembre 1955, conseiller à la Cour de Cassation.

#### Reconstruction du judaïsme français après la Shoah
Léon Meiss reste président du Consistoire central et du CRIF, et mène de pair son activité professionnelle de magistrat et celle de chef de file de la renaissance du judaïsme français.
Léon Meiss réussit à regagner Paris dans les premières semaines de septembre 1944. À Paris, il se rend compte des nombreux conflits qui déchirent la communauté juive. Nombreux sont ceux qui reprochent aux dirigeants consistoriaux leur passivité pendant l’Occupation. Même un modéré comme Edmond Fleg demande la démission de la totalité des membres du Consistoire à l’exception de Léon Meiss et de Joseph Fisher, ancien animateur du Fonds national juif qui avait joué un rôle essentiel dans la résistance. Les barons Édouard et Robert de Rothschild sont accusés d’avoir abandonné leurs fonctions respectives de président du Consistoire central et de président du consistoire de Paris pour se réfugier à l’étranger, et leur retour à la tête de ces organismes apparaît impossible. Les anciens dirigeants de l’Union générale des israélites de France (UGIF) sont interdits de toute activité au sein des institutions juives et les organisations de résistance réclament un procès public pour tous ceux qui ont accepté des responsabilités dans l’organisme créé par Vichy et considéré comme un instrument de collaboration.
Léon Meiss use ses liens personnels avec les groupements de Juifs étrangers et de résistance ainsi que de ses nouvelles fonctions de président du CRIF, pour aplanir les conflits, calmer les revendications et procéder, lentement et par des voies déviées, à la remise en ordre des affaires cultuelles. Il établit des contacts avec le Congrès juif mondial et les organisations juives américaines.
Il est aidé dans cette tâche par Joseph Fisher, délégué de l’Organisation sioniste. Léon Meiss est également aidé auprès des notables par René Mayer, membre du Consistoire central et ministre du Gouvernement provisoire, et par Guy de Rothschild, que sa conduite pendant la campagne de France et dans les Forces françaises libres met à l’abri des critiques émises à l’encontre de certains membres de sa famille.
À la fin de 1944, Léon Meiss se rend aux États-Unis avec le grand rabbin Kaplan (futur grand rabbin de France) et Guy de Rothschild pour assister à une session du Congrès juif mondial et prendre contact avec le judaïsme américain.  il obtient, à cette occasion, l'aide de l'AJDC (American Jewish Joint Distribution Committee)
Léon Meiss soutient le mouvement sioniste et dirige la délégation qui rencontre le 20 avril 1948 le président de la République, Vincent Auriol, pour obtenir le soutien de la France à la création de l'État d'Israël.
Léon Meiss succède, en 1949, à Edmond Fleg à la présidence des Éclaireuses éclaireurs israélites de France.
Les efforts de Léon Meiss pour changer le Consistoire en promouvant des idées novatrices, comme l’introduction de la langue française dans les offices en attendant que l’enseignement de l’hébreu soit suffisamment développé, la multiplication des cercles d’étude pour adultes, la fin de la séparation entre Juifs français et immigrés, parce que « nul passeport n’était requis à la bouche des fours crématoires », l’implication du Consistoire dans le domaine social et la lutte contre l’antisémitisme, n'aboutissent pas et les institutions élues après la guerre ressemblent beaucoup à celles d'avant la guerre.
En conséquence, Léon Meiss démissionne de la présidence du Consistoire central en 1949, et du CRIF en 1950. Guy de Rothschild lui succède au Consistoire et Vidal Modiano au CRIF.
Léon Meiss est président du musée d'art et d'histoire du judaïsme, de l'école des cadres Gilbert Bloch d'Orsay et du Centre universitaire d'études juives.
Léon Meiss est décédé le 27 juin 1966, à Courbevoie. Il repose aux côtés de son épouse, au cimetière juif de Metz.

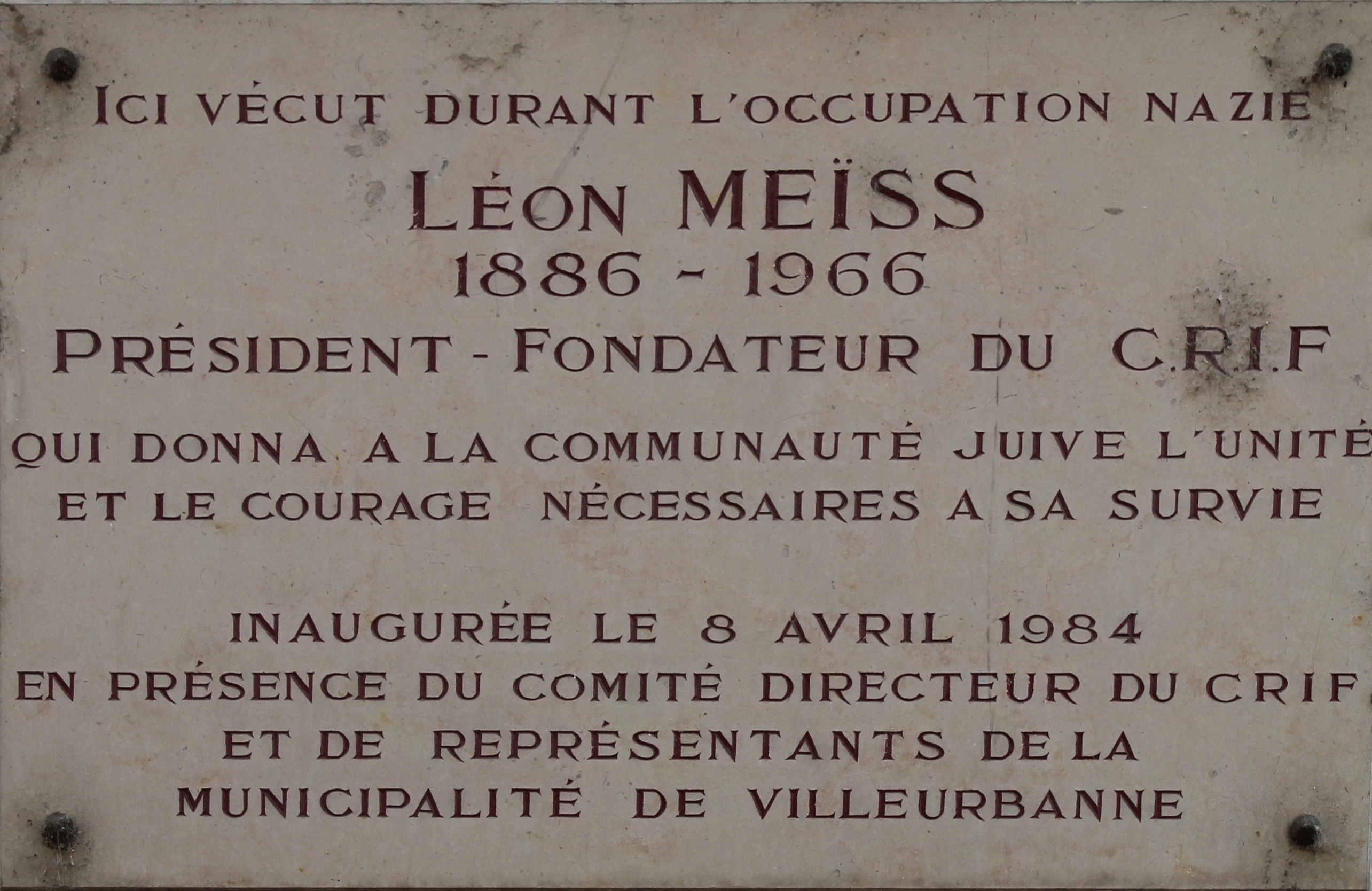
Plaque commémorative à Villeurbanne. L'année de naissance est erronée.

## Distinctions
Léon Meiss est nommé, en février 1937, commandeur de l'ordre du Nichan Iftikhar.
Léon Meiss reçoit la croix des services militaires volontaires, et est nommé, en mars 1947, chevalier de la Légion d'honneur à deux titres différents (du ministère de l'intérieur, et de la Résistance), puis promu officier de la Légion d’honneur, au titre du ministère de la justice, en juillet 1953.
Il reçoit, en 1945, le titre de docteur honoris causa du Jewish Theological Seminary of America.
Le 4 décembre 1994, la ville de Villeurbanne a donné le nom de Léon Meiss à une allée et à un square.

## Pour approfondir

#### Sur le site du judaisme d'Alsace et de Lorraine
- Léon Meiss fête ses soixante-dix ans, par Roger Berg
- Léon MEISS un Lorrain qui a marqué l'histoire du judaïsme français, Par Gérard Lévy
- Léon MEISS à Lyon, par le grand rabbin de France Jacob Kaplan
- Le Président Léon MEISS za'l, par André Neher

#### Sur d'autres sites
- Le judaïsme religieux au lendemain de la Libération : rénovation ou retour au passé ?, par Claude Nataf
- Discours de monsieur Maurice Schmelck, avocat général à la Cour de cassation